# Tristram-Rennratte
Die Tristram-Rennratte (Meriones tristrami) ist ein im Nahen Osten verbreitetes Nagetier in der Gattung der Rennratten. Die Population zählte in Abhandlungen aus den 1950er Jahren als Unterart der Shaw-Rennratte (Meriones shawi). Sie ist seit den späten 1970er Jahren als Art anerkannt.

## Merkmale
Als eine der größeren Rennratten erreicht die Art eine Kopf-Rumpf-Länge von 106 bis 171 mm, eine Schwanzlänge von 103 bis 167 mm sowie ein Gewicht von 42 bis 130 g. Männliche Exemplare sind allgemein etwas größer als Weibliche. Die Länge der Hinterfüße beträgt 29 bis 40 mm und die Ohren sind 17 bis 23 mm lang. Das hell rotbraune Fell der Oberseite hat bei einigen Individuen eine graue Tönung. Auf der Unterseite kommt weißes Fell vor und an der Schwanzspitze befindet sich eine kleine Quaste aus dunklen Haaren. Weibchen besitzen acht Zitzen.

## Verbreitung
Das Verbreitungsgebiet reicht vom Westen der Türkei sowie von Israel und Jordanien bis in den Nordwesten Irans und zu den südlichen Ausläufern des Kaukasus. Im Irak erreicht sie nur die nördlichsten Gebiete. Der letzte Fund auf der griechischen Insel Kos erfolgte vor 1997. Auch bei intensiven Suchen konnte kein Exemplar registriert werden. Die Tristram-Rennratte lebt in Steppen und Halbwüsten, wo sie die Kanten von Ackerland besucht. Die jährliche Niederschlagsmenge muss mindestens 100 mm betragen. Diese Rennratte lebt im Flachland und in Gebirgen bis 2000 Meter Höhe.

## Lebensweise
Die Individuen graben einfache oder komplexe Tunnelsysteme. Sie ernähren sich von Körnern, anderen Pflanzensamen sowie grünen Pflanzenteilen und legen keine Vorräte an. Die Fortpflanzung kann zu allen Jahreszeiten erfolgen und die meisten Nachkommen werden zwischen April und September geboren. Die durchschnittliche Wurfgröße beträgt 3,6 Nachkommen und gelegentlich werden bis zu sieben Nachkommen nach einer Trächtigkeit von 25 bis 29 Tagen geboren. Exemplare aus Jordanien trugen die Erreger der Leishmaniose. Die bei Geburt nackten und blinden Jungtiere werden drei Wochen gesäugt.

## Gefährdung
Für den Bestand liegen keine Bedrohungen vor. Bei der Tristram-Rennratte treten größere Populationsschwankungen auf. Die Art wird von der IUCN als nicht gefährdet (least concern) gelistet.